# じゃがいも入りやきそば

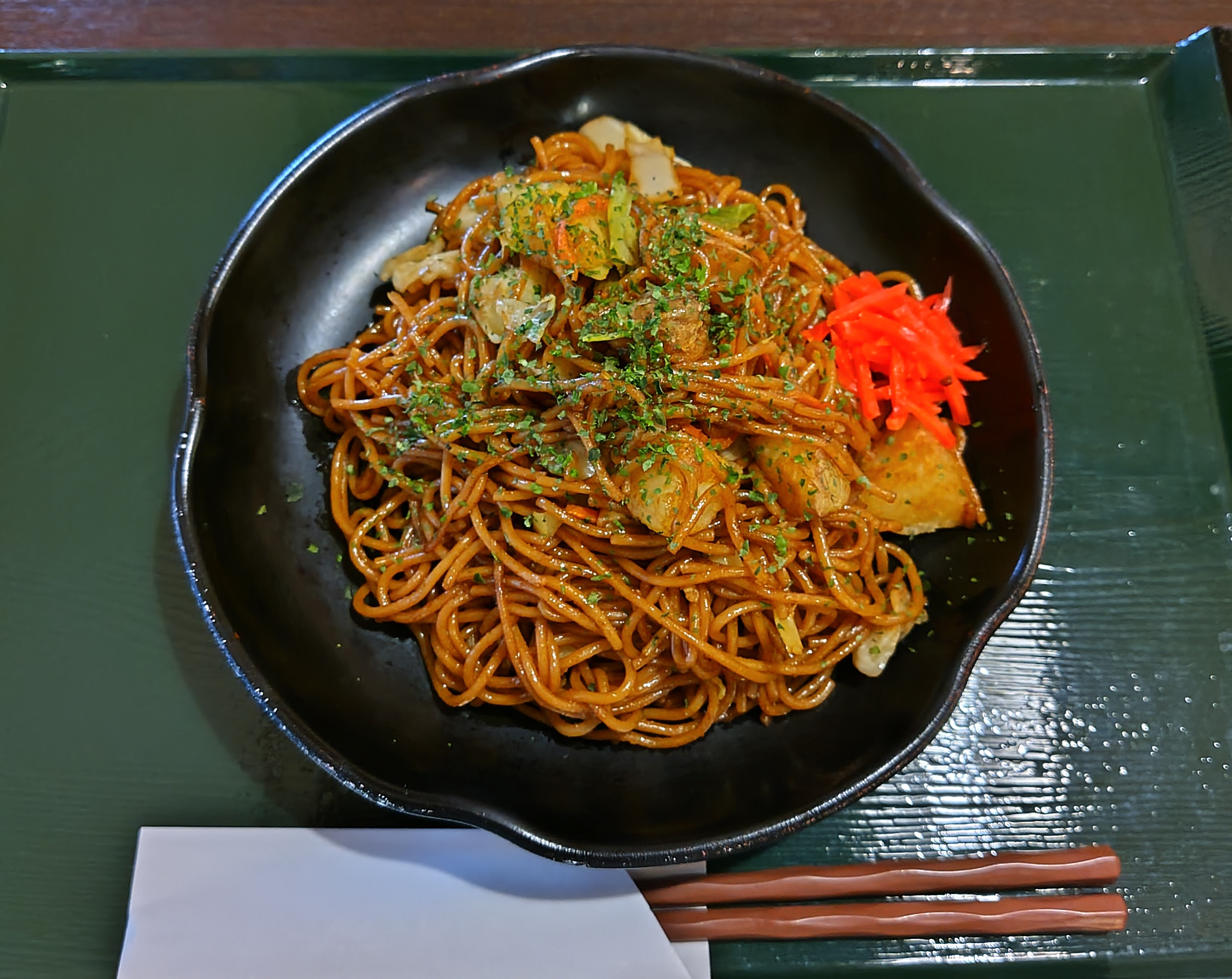
じゃがいも入りやきそば（栃木温泉 湯楽の里）

じゃがいも入りやきそば（じゃがいもいりやきそば）は栃木県栃木市のご当地焼きそば。一口大に切ったゆでたジャガイモか、いもフライを焼きそばと一緒に炒めたものである。
栃木県足利市や群馬県桐生市など両毛地域では、同様の焼きそばがポテト入りやきそばとして普及している。ただし、栃木市のじゃがいも入り焼きそばとは起源が異なるとされる。

## 背景
栃木市に限らず、北関東は粉もの料理の多い地方であり、群馬県には水沢うどん・ひもかわうどん、茨城県にはスタミナラーメン・那珂湊焼きそばなどがある。栃木県の場合、佐野ラーメンの知名度が高い一方で、複数のご当地焼きそばが存在する。特に県北のスープ入り焼きそばと県南のじゃがいも入りやきそば・ポテト入りやきそばが2大名物となっている。粉もの料理が多く分布する理由は不明ながら、北関東3県はいずれも小麦生産で日本の上位に入ることから、小麦を入手しやすかったことが粉ものの普及に寄与した可能性がある。また両毛は織物産地で女工が活躍した地域であり、粉もの料理のほかに佐野市のいもフライ、前橋市・桐生市のソースかつ丼、太田市の太田焼きそばなどソースを使う料理も多く、女工向けのファーストフードとして普及した可能性も指摘されている。
栃木市は江戸時代に日光例幣使街道の宿場町、明治時代初期に栃木県の県庁所在地として発展してきた市であるが、県庁が宇都宮へ移り、鉄道の幹線から外れると目立たない地方都市になっていった。栃木市では他の地域と同様に「食」を切り口としたまちづくりに取り組み、夕顔ラーメン・すいとんと並び、じゃがいも入り焼きそばが売り出された。
大正時代には存在したという説もあるが、太平洋戦争後に小麦粉の輸入が増えて焼きそばが普及し、以前から同地でよく食べられていたジャガイモが具として入れられるようになったとする、1950年代中期以降発祥説が優勢になっている。これは富士宮やきそばや横手やきそばと同時期に当たる。食糧難の時代にあって、焼きそばにジャガイモを入れてかさ増しをしたという説もある。なお戦前はジャガイモよりサトイモの方がよく食べられていた。「蔵の街とちぎおいしいじゃがいも入りやきそば研究会」の調査では、「かさ増し説」は誤りであり、第二次世界大戦後に小麦粉の輸入が増えて焼きそば麺が普及し、地域で戦前から親しまれていたジャガイモが自然と具の定番になったとする。焼きそば麺を製造していた中沢製麺（栃木市）社長が「焼きそばにジャガイモを入れると美味い」と焼きそば麺を売るために奔走した結果、いもフライを販売していた駄菓子店でも蒸かしたイモをフライと焼きそばの両方に用いることができるということもあり広まったとされる。
テレビドラマ『ロングバケーション』中で、山口智子（栃木市出身）演じる葉山南が木村拓哉演じる瀬名秀俊と、焼きそばにジャガイモを入れるか入れないかについて議論する場面がある。栃木市ではジャガイモを焼きそばに入れるのが当たり前であり、栃木市出身者は他者から指摘されるまでジャガイモを入れるのが珍しいということに気付かないという。

### ご当地グルメ化
栃木市出身の阿部佳司は、東京で働いていた頃、東京では焼きそばにジャガイモを入れないことを知って栃木市へ帰郷した。飲食店・好古壱番館を開いた阿部は、じゃがいも入り焼きそばでまちおこしができないかと1992年頃から活動を開始し、焼きそば店や製麺所などに働きかけを開始した。活動を開始した当初は、食糧難の時代にかさ増しとしてジャガイモを入れたのがじゃがいも入り焼きそばの起源とされることから、「貧しさ」のイメージがあり、「なぜ今さら」と名物とすることに難色を示す店主もいた。2003年10月4日に、焼きそば店など30店で「じゃがいも入り栃木やきそばの会」を設立し、最初の活動として翌10月5日にとちぎ山車会館前で500食を無料で振る舞った。2006年時点の会員は17店であった。2009年時点では20店と製麺業者2社を会員としていたが、零細経営店舗が多いため地元のイベント時に出店するほかは目立った活動はせず、B-1グランプリにも出場しなかった。
2008年5月には、ローソンがじゃがいも入り焼きそばを焼きそばパンに仕立て「栃木やきそばロール」として関東地方で発売した。2010年3月に栃木市が大平町・藤岡町・都賀町と合併し、新・栃木市となったことを記念して、新・栃木市域のセブン-イレブン全店でじゃがいも入り焼きそばが販売された。2011年7月1日には、ご当地B級グルメシリーズの1つとして「ランチパックじゃがいも入り栃木やきそば風」が関東地方で発売された。
2016年4月、「蔵の街栃木美味しいジャガイモ入り焼きそば研究会」が発足した。栃木市の焼きそばを提供する飲食店、駄菓子屋など12店と製麺所など協賛企業5社が加入している。
じゃがいも入り焼きそばの立役者である阿部は、じゃがいも入りやきそばを一過性のブームに終わらせないように、B級グルメではなく「路地裏グルメ」と呼んでいる。

## 調理法
栃木市食生活改善推進団体協議会によるレシピは以下の通り。
1. 皮をむいたジャガイモを8等分し、電子レンジで温め、竹串が通る程度のかたさにする。
2. キャベツを一口大、シメジは1本ずつに、豚肉は1 cm幅に切る。
3. フライパンにサラダ油を熱し、豚肉を炒め、キャベツ、モヤシ、シメジを追加して更に炒める。
4. 上記に、ほぐした中華麺とジャガイモを入れて炒め、ソースとコショウで味を調える。

### 特徴
麺は長めの時間蒸した二度ぶかし麺を使う。本来は売れ残った麺の品質低下を防ぐ工夫であったが、二度ぶかしすると麺に独特の香りと食感が生まれた。二度ぶかし麺は炒める前から茶色をしている。本来は二度ぶかしによって自然と茶色くなったが、21世紀現在は着色料で茶色にする店が多い。足利・桐生のポテト入り焼きそばは二度ぶかし麺を使わないことから、栃木市のじゃがいも入り焼きそばとはルーツが異なるとされる。
じゃがいも入り焼きそばを供する栃木市内の店舗では、隠し味にひき肉からとった肉だしスープを使う。冷蔵庫がない時代、生肉を保存できなかった屋台や駄菓子屋で、焼きそばにほんのりと肉の味を付けるために生み出された。
21世紀の現在はふかしたジャガイモを入れるのが主流であるが、昔ながらのじゃがいも入り焼きそばはいもフライを入れる。蔵の街栃木美味しいジャガイモ入り焼きそば研究会では、いもフライを入れるものを「クラシカルじゃがいも入りやきそば」、ふかしたジャガイモを入れるものを単に「じゃがいも入りやきそば」と呼び分けている。ジャガイモの大きさは店舗によって異なり、ソースとの絡み方が変わる。

## 店舗
じゃがいも入り焼きそばが名物となる以前は、屋台や駄菓子屋で販売され、居酒屋やスナックで〆の料理として供された。屋台は1990年代頃まで営業する姿が確認されており、駄菓子屋や駄菓子屋を起源とする焼きそば店は現役で営業している。
屋台では、JR思川駅（小山市）周辺で30年ほど営業していた「とっぱさん」と呼ばれる人の屋台が周辺住民に愛されていた。高齢になった「とっぱさん」は引退したが、「とっぱ」の名と味を引き継いだ店舗が営業している。
栃木市では学校帰りの児童・生徒が駄菓子屋に集って焼きそばやもんじゃ焼きを食べる文化が健在で、学校の近くにある店舗は「御用達」と呼ばれている店もある。
じゃがいも入り焼きそばの専門店は少なく、学校の近くで営業する駄菓子屋と、名物になってからメニューの1つに加えた飲食店が中心である。基本の具材は中華麺とジャガイモのみで、客の注文に応じてキャベツ、モヤシ、豚肉などをトッピングする。